# Miksa Róth
Miksa Róth (n. 26 decembrie 1865, Pesta, Regatul Ungariei – d. 14 iunie 1944, Budapesta, Regatul Ungariei) a fost un decorator maghiar din perioada Belle Époque, specialist în vitralii și mozaicuri. În Palatul Culturii din Târgu Mureș se mai păstrează câteva lucrări ale sale. Vitraliile Academiei Teologice Romano-Catolice din Timișoara (în prezent cămin al Facultății de Medicină) au fost distruse în perioada comunistă, cu excepția a opt medalioane, care au fost transferate în sediul Diecezei de Timișoara.

## Galerie de imagini

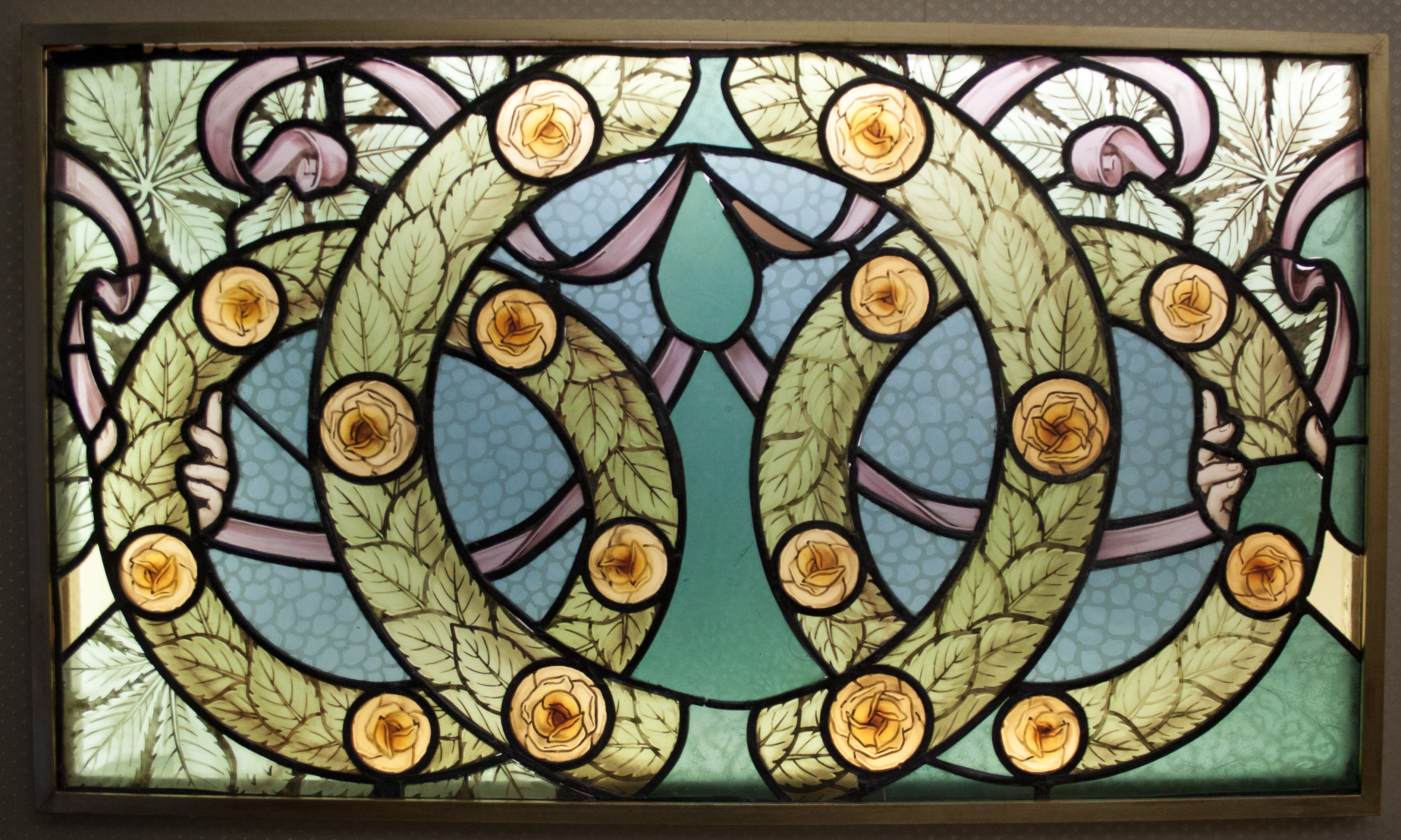
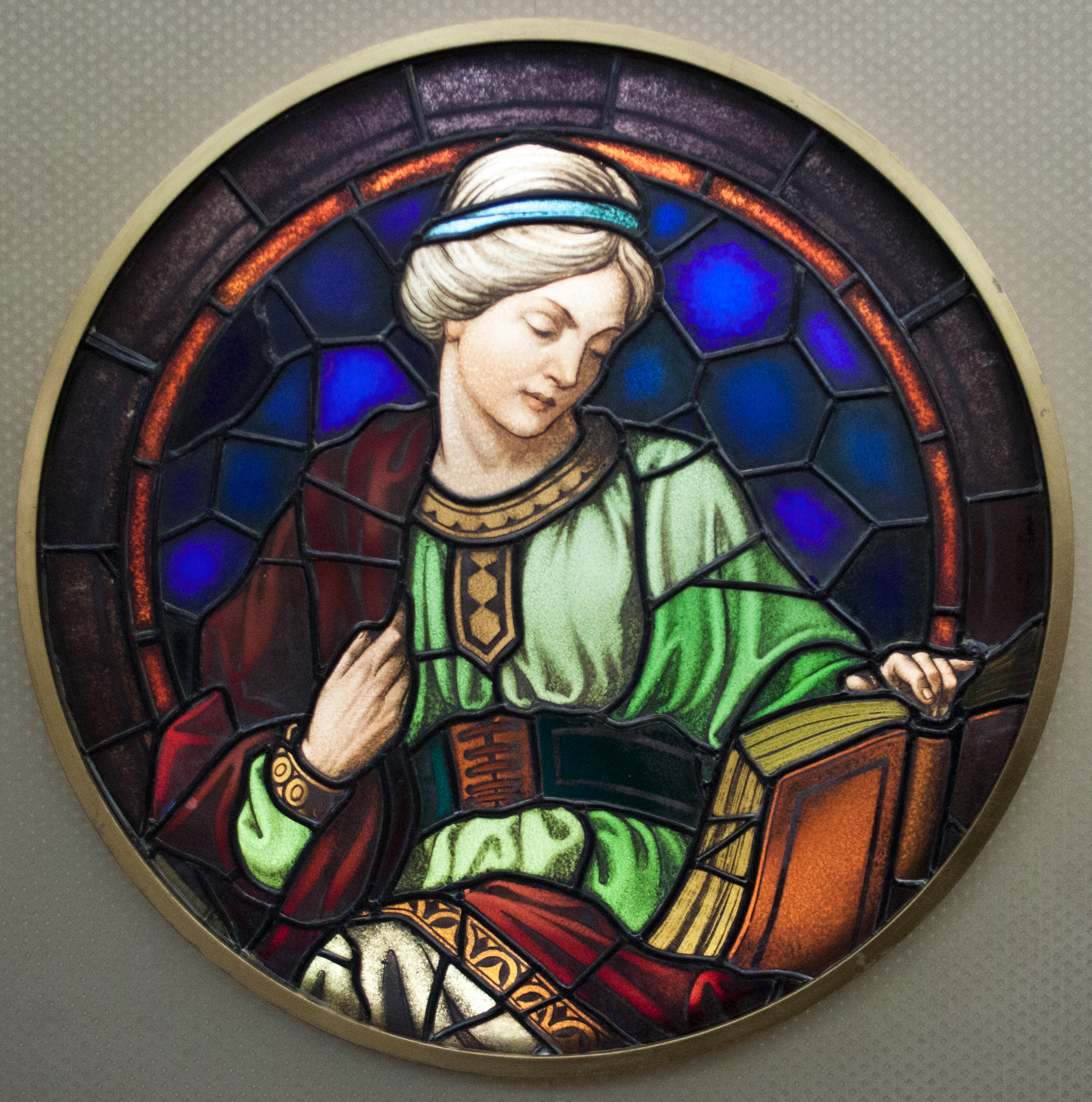
Alegoria Erudiției (ca. 1910)
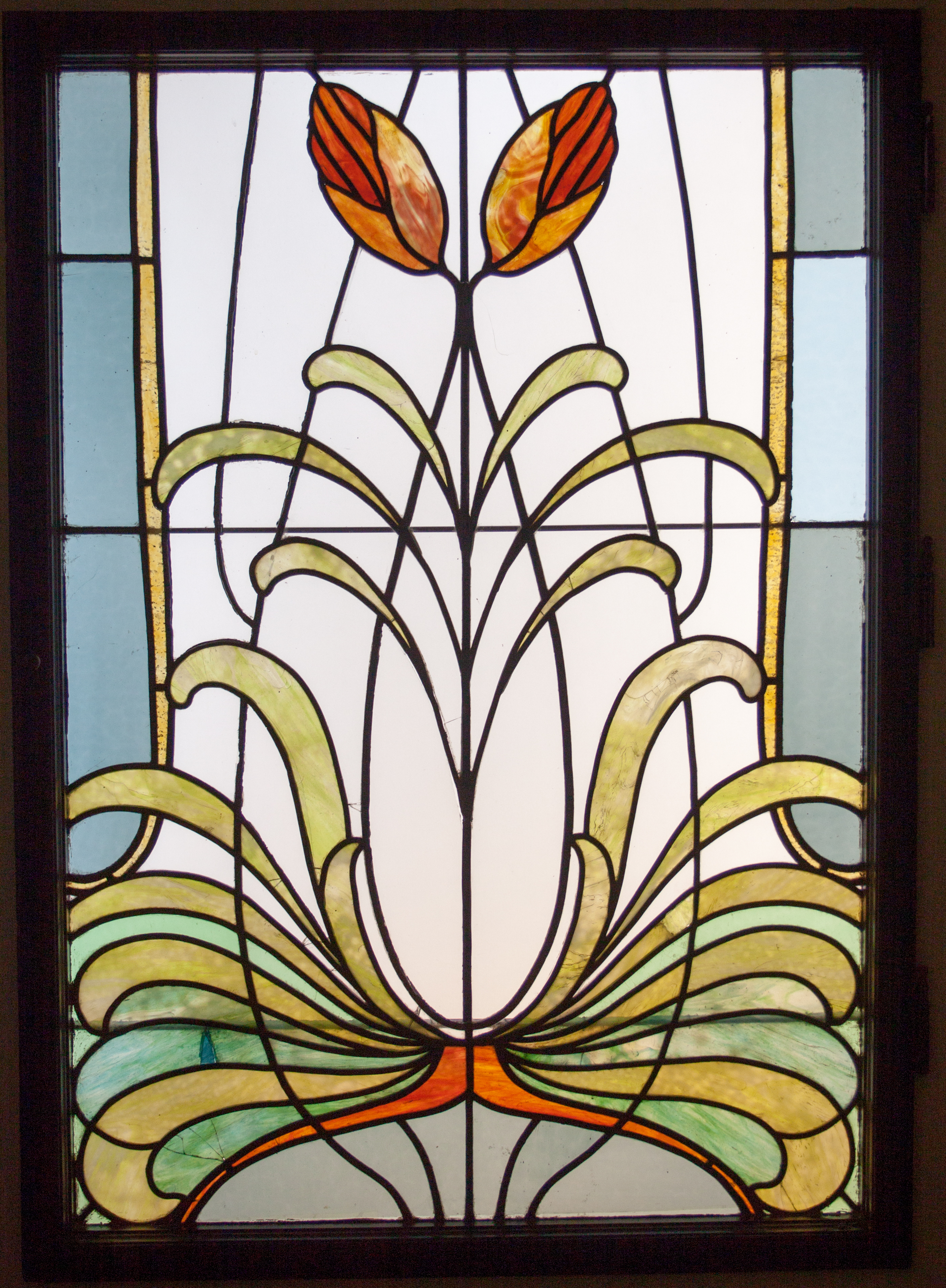
Fereastră pentru vila Alpár